# المؤسسة الجامعية لأبحاث الغلاف الجوي
المؤسسة الجامعية لأبحاث الغلاف الجوي ( UCAR ) هي اتحاد أمريكي غير ربحي يضم أكثر من 100 كلية وجامعة تقدم الأبحاث والتدريب في مجال الغلاف الجوي والعلوم ذات الصلة. تدير المؤسسة الجامعية لأبحاث الغلاف الجوي المركز الوطني لأبحاث الغلاف الجوي (NCAR) وتقدم خدمات إضافية لتعزيز ودعم البحث والتعليم من خلال برامجها المجتمعية. يضم مقرها الرئيسي، في بولدر ، كولورادو ، مختبر ميسا التابع لـلمؤسسة الجامعية لأبحاث الغلاف الجوي، والذي صممه آي إم بيي .
تأسست المؤسسة الجامعية لأبحاث الغلاف الجوي في عام 1959 من قبل أعضاء هيئة التدريس من 14 جامعة رائدة لدعم وتغذية علوم الغلاف الجوي. وكان الدافع وراءهم هو الحاجة المعترف بها حديثاً إلى مرافق المراقبة والحساب المجمعة وطاقم بحثي قوي، وهو ما من شأنه أن يسمح للمجتمع الأكاديمي بتنفيذ برامج علمية معقدة وطويلة الأجل بعيداً عن متناول الجامعات الفردية.
كان أول عمل رئيسي لهذه المجموعة، بالشراكة مع مؤسسة العلوم الوطنية ، هو إنشاء المركز الوطني لأبحاث الغلاف الجوي. منذ ذلك الحين، قامت المؤسسة الجامعية لأبحاث الغلاف الجوي بإدارة المركز الوطني لأبحاث الغلاف الجوي نيابة عن أن أس أف لتلبية الاحتياجات العلمية والمجتمعية الملحة المتعلقة بالغلاف الجوي وتفاعلاته مع المحيطات والأرض والشمس - ما يسمى الآن بعلم نظام الأرض.

## أنظر أيضاً
- لكارولين برينكورث ، مسؤولة دي إي أي في المؤسسة الجامعية لأبحاث الغلاف الجوي